# Giovanni Cianfriglia
Giovanni Cianfriglia (ur. 5 kwietnia 1935 w Anzio, zm. 30 października 2024 tamże) – włoski aktor filmowy i kaskader.

## Wybrana filmografia
- 1960: Morgan, kapitan piratów (Morgan il Pirata) jako pomocnik handlarza niewolników
- 1961: Wojna trojańska (La guerra di Troia)
- 1961: Romulus i Remus (Romolo e Remo) jako żołnierz z biczem
- 1962: Syn Spartakusa (Il figlio di Spartacus) jako legionista
- 1962: Królowa dla Cezara (Una Regina per Cesare) jako Trader #1
- 1963: Sandokan, tygrys z Malezji (Sandokan, la tigre di Mompracem) – dubler Steve'a Reevesa
- 1964: La vendetta dei gladiatori jako Fulvius
- 1965: La sfida dei giganti jako Anteo
- 1965: Agente Z 55 missione disperata jako Henchman Barrowa
- 1966: Superargo contro Diabolikus jako Superargo
- 1967: Hipnos follia di massacro
- 1970: Adiós, Sabata (Indio Black, sai che ti dico: Sei un gran figlio di...) jako austriacki agent
- 1971: Powrót Sabaty (E tornato Sabata... hai chiuso un'altra volta) jako mężczyzna w kapeluszu
- 1971: Łucznik z Sherwood (L'Arciere di Sherwood) jako łucznik na turnieju
- 1972: Człowiek ze Wschodu (E poi lo chiamarono il magnifico) jako mężczyzna w saloonie
- 1973: Przestępstwo nie popłaca (Anche gli angeli mangiano fagioli)  jako płatny morderca na usługach Angela
- 1973: Ryzyko nie dla każdego (Troppo rischio per un uomo solo)
- 1974: Z nami nie ma żartów (...altrimenti ci arrabbiamo!) jako bokser w sali gimnastycznej
- 1974: Wielka Stopa w Hongkongu (Piedone a Hong Kong) jako zbir Accardo
- 1976: Twardy glina (Il Trucido e lo sbirro) jako Camini
- 1977: Łapizbiry (I due superpiedi quasi piatti)
- 1978: Hazardowe szaleństwo (Pari dispari) jako gangster podczas wyścigu
- 1978: Pustynna bitwa (Il Grande attacco) jako brytyjski komandos
- 1979: Sycylijski boss (Da Corleone a Brooklyn) jako fałszywy lekarz
- 1980: Człowiek - puma (L`uomo puma) jako zbir
- 1982: Niepokonany barbarzyńca (Gunan il guerriero) jako bezimienny
- 1982: Bananowy Joe (Banana Joe) jako bandyta Torcilly
- 1983: Przygody Herkulesa (Hercules)
- 1984: Tuareg - pustynny wojownik (Tuareg - Il guerriero del deserto) jako beduińsi przewodnik
- 1985: Zaklęta w sokoła (Ladyhawke) jako człowiek Fornaca
- 1987: Czarna kobra (Cobra nero) jako strażnik w szpitalu
- 1987: Barbarzyńcy (The Barbarians) jako siłacz Ghedo
- 1988: Ostatnie kuszenie Chrystusa (The Last Temptation of Christ) jako żołnierz rzymski
- 1990: Cellini: Zapiski awanturnika (Una Vita scellerata) jako kapitan
- 1991: Rok broni (Year of the Gun) jako bandzior w alejce